# SAI Ambrosini 404
Il SAI Ambrosini 404, o S.404 o Stipa 404 è stato il progetto di un innovativo bombardiere pesante sviluppato dell'azienda aeronautica italiana SAI Ambrosini nel 1938. Il progetto fu pensato per rispondere ad un concorso indetto dal ministero dell'aeronautica per un aereo da bombardamento a grande raggio (B.G.R.).

## Storia

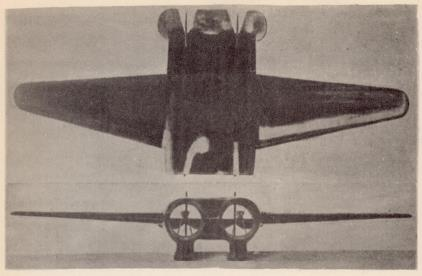
Primo modellino di un bombardiere dello Stipa

In occasione del concorso del 1938 per un B.G.R. indetto dalle autorità aeronautiche militari, parteciparono: la Caproni con il Ca.204 e Ca.211, La Cantieri Riuniti dell'Adriatico (C.R.D.A.) con il CANT Z.1014, la FIAT con il G.30B, la Piaggio con il P.112 e la Sai Ambrosini che approntò un innovativo aereo, l'S.404, ispirandosi alle esperienze degli anni 30 dell'ingegnere Luigi Stipa.

Luigi Stipa, infatti, fece volare il suo Stipa-Caproni che si caratterizzava per essere una sorta di fusoliera-carlinga-tunnel che racchiudeva motore ed elica per aumentare l'efficienza del sistema propulsivo, dando all'aereo il nome caratteristico di ala a turbina, poi chiamato elica intubata. Questo aereo venne scherzosamente etichettato come "aereo botte", o "aereo barile"; 
("High Speed Aerodynamics and Jet Propulsion" Ed. Princeton University Press)
Ad esso, come detto, si ispirò il progetto del S.404.
Una delle poche fonti disponibili indica che la Direzione Generale delle Costruzioni (D.G.C.A.) non abbia dato seguito alla proposta avanzata dalla S.A.I., nutrendo forti dubbi sulle doti di manovrabilità dell'aereo a terra e alle basse velocità.
Secondo altra fonte il Sai-Ambrosini 404 fu portato in volo il 19 settembre del 1940 e provato dal 20 novembre 1940 al marzo del 1941 con l'armamento. Alla luce delle sue scadenti qualità di volo, unite alla tendenza al surriscaldamento dei motori in tandem, risulterebbe che il velivolo non abbia suscitato interesse alcuno da parte degli organi militari.

## Tecnica

### Cellula
Aveva struttura metallica con tubi saldati per la fusoliera mentre le ali erano costruite invece in alluminio, erano previsti 8 uomini di equipaggio. Aveva un'apertura alare di 24 m, con una superficie alare di 90 m² un carico alare di 178 kg/m² e con una lunghezza complessiva di 12,9 m; inoltre era un bideriva. Il carico utile previsto era di 9 000 kg, mentre quello a pieno carico era di 16 276 kg.
Vantava come richiesto dalle specifiche ministeriali un coefficiente di robustezza 7.

### Motore
Esso era munito di 4 motori Isotta Fraschini Asso XI senza riduttore da 840 CV, posti in tandem dentro la fusoliera del bombardiere. Grazie a quattro eliche controrotanti tripala, piazzate in tandem all'ingresso dei due tubi laterali, aveva un buon rateo di salita e di decollo. Il raffreddamento dei motori era affidato a radiatori posti sulla superficie interna dei tubi con la possibilità di parzializzare il flusso su di essi.
L'aereo aveva una velocità massima di 475 km/h e una autonomia massima di 4 000 km.

### Armamento
Il suo armamento era di 8 mitragliatrici da 12,7 mm con 400 colpi per arma.

## Impiego operativo
Non ebbe nessun impiego operativo; il suo sviluppo venne fermato per le sue scadenti qualità di volo e per la tendenza al surriscaldamento dei motori.
Al Museo Leonardo da Vinci di Milano è esposto un modello a grandezza naturale di un trimotore ad elica intubata che ricorda il SAI Ambrosini 404.

## Varianti
Risulterebbero dai «Fondi dell'Archivio Storico AM - Direzione Costruzioni Aeronautiche» l'esistenza di due 404 costruiti o progettati dalla SAI Ambrosini, il SAI ambrosini 404 bombardiere a grande raggio, sopra descritto, e il Velivolo da caccia SAI Ambrosini S. 404 monoposto con motore Isotta Fraschini Zeta da 1 200-1 400 CV, quest'ultimo disegnato nell'agosto del 1942, con velocità stimata di 670 km/h ed armato con due mitragliatrici Safat da 12,7 mm e due Mauser da 20 mm.